# Риссен, Марти
Мартин Клэр (Марти) Риссен (англ. Martin Claire (Marty) Riessen; род. 4 декабря 1941, Хинсдейл, Иллинойс) — американский теннисист и теннисный тренер. Бывшая 3-я ракетка мира в парном и 11-я ракетка мира в одиночном разряде, 9-кратный победитель турниров Большого шлема в мужском и смешанном парном разряде, за Открытую эру победитель 14 профессиональных турниров в одиночном и 52 турниров в парном разряде. Двукратный обладатель Кубка Дэвиса (1963, 1981) в составе сборной США. Тренер женских сборных США в Кубке Уайтмен, Кубке Федерации и на Олимпийских играх.

## Спортивная карьера
Во время учёбы в старших классах Хинсдейлской средней школы выиграл чемпионат штата Иллинойс среди школьников четыре раза подряд, не отдав соперникам за эти годы ни одного сета. В выпускном классе 49 из 53 сыгранных сетов выиграл со счётом 6:0. Выступал также за сборные школы по баскетболу и лёгкой атлетике и был включён в символическую сборную штата по баскетболу.
По окончании школы поступил в Северо-Западный университет (Иллинойс), где начиная с 1962 года трижды подряд становился чемпионом конференции Big Ten в одиночном и парном разрядах. Также трижды доходил до финала чемпионата NCAA в одиночном разряде. Помимо тенниса, три года выступал за университетскую баскетбольную сборную на позиции защитника.
В 1962 году выиграл свой первый взрослый любительский турнир в Цинциннати и по итогам сезона впервые вошёл в первую десятку национального рейтинга USTA. На следующий год был приглашён в сборную США в Кубке Дэвиса и принёс ей очки в победных матчах против команд Венесуэлы и Индии. Был заявлен за сборную также в раунде вызова против действующих обладателей Кубка Дэвиса — австралийцев, на корт не вышел, но стал с американской командой обладателем трофея.
В дальнейшем ещё 9 раз завершал сезон в первой десятке национального рейтинга, в том числе в 1970, 1971 и 1974 годах — на третьей позиции. В 1965, 1967, 1973 и 1981 годах возвращался в сборную США для участия в Кубке Дэвиса, в том числе заявлялся на финал 1973 года, в котором американцы проиграли австралийцам, а в 1981 году вторично стал с командой обладателем Кубка.
После начала Открытой эры выиграл 14 турниров в одиночном разряде, в том числе Wimbledon Plate (1973) — утешительный турнир для участников Уимблдонского турнира, выбывших из борьбы в первых кругах. Доходил до четвертьфинала в одиночном разряде в трёх из четырёх турниров Большого шлема. В парах выступал ещё более успешно, шесть раз выходил в финалы турниров Большого шлема в мужском парном разряде и девять раз в миксте, завоевав соответственно два и семь титулов (в том числе разделённое звание на Открытом чемпионате Австралии 1969 года, когда финал не разыгрывался). В общей сложности завоевал 60 профессиональных парных титулов. В мировом рейтинге, составляемом газетой Daily Telegraph, Риссена поставили на 8-е место в 1972 году, а спустя два года, после введения рейтинга ATP, он занимал в нём 11-е место. В парном рейтинге ATP поднимался до 3-го места в 1979 году.
После завершения выступлений работал тренером, в том числе в теннисной академии в Колумбусе (Огайо). Привёл Трэйси Остин к победе в Открытом чемпионате США в одиночном разряде. Тренировал сборную США в Кубке Уайтмен и Кубке Федерации, а также дважды был тренером женской сборной США на Олимпийских играх. Член Зала славы Межвузовской теннисной ассоциации (1989) и Зала славы Среднего Запада USTA.

## Финалы турниров Большого шлема за карьеру

### Мужской парный разряд (2-4)
| Результат | Год  | Турнир                       | Покрытие | Партнёр       | Соперники в финале          | Счёт в финале        |
| --------- | ---- | ---------------------------- | -------- | ------------- | --------------------------- | -------------------- |
| Поражение | 1969 | Уимблдонский турнир          | Трава    | Том Оккер     | Джон Ньюкомб Тони Роч       | 5-7 9-11 3-6         |
| Поражение | 1971 | Открытый чемпионат Австралии | Трава    | Том Оккер     | Джон Ньюкомб Тони Роч       | 2-6 6-7              |
| Победа    | 1971 | Открытый чемпионат Франции   | Грунт    | Артур Эш      | Том Горман Стэн Смит        | 6-8 4-6 6-3 6-4 11-9 |
| Поражение | 1975 | Открытый чемпионат США       | Грунт    | Том Оккер     | Джимми Коннорс Илие Настасе | 4-6 6-7              |
| Победа    | 1976 | Открытый чемпионат США       | Грунт    | Том Оккер     | Пол Кронк Клифф Летчер      | 6-4 6-4              |
| Поражение | 1978 | Открытый чемпионат США       | Хард     | Шервуд Стюарт | Роберт Мод Кен Розуолл      | 6-1 5-7 3-6          |

### Смешанный парный разряд (7-2)
| Результат | Год  | Турнир                       | Покрытие | Партнёрша      | Соперники в финале                | Счёт в финале  |
| --------- | ---- | ---------------------------- | -------- | -------------- | --------------------------------- | -------------- |
| Победа    | 1969 | Открытый чемпионат Австралии | Трава    | Маргарет Корт  | Энн Хейдон-Джонс Фред Столл       | Титул разделён |
| Победа    | 1969 | Открытый чемпионат Франции   | Грунт    | Маргарет Корт  | Франсуаза Дюрр Жан-Клод Баркле    | 6-3 6-2        |
| Победа    | 1969 | Открытый чемпионат США       | Трава    | Маргарет Корт  | Франсуаза Дюрр Деннис Ралстон     | 7-5 6-3        |
| Победа    | 1970 | Открытый чемпионат США (2)   | Трава    | Маргарет Корт  | Джуди Тегарт-Далтон Фрю Макмиллан | 6-4 6-4        |
| Поражение | 1971 | Уимблдонский турнир          | Трава    | Маргарет Корт  | Билли Джин Кинг Оуэн Дэвидсон     | 6-3 2-6 13-15  |
| Победа    | 1972 | Открытый чемпионат США (3)   | Трава    | Маргарет Корт  | Розмари Казалс Илие Настасе       | 6-3 7-5        |
| Поражение | 1973 | Открытый чемпионат США       | Трава    | Маргарет Корт  | Билли Джин Кинг Оуэн Дэвидсон     | 3-6 6-3 6-7    |
| Победа    | 1975 | Уимблдонский турнир          | Трава    | Маргарет Корт  | Бетти Стове Аллан Стоун           | 6-4 7-5        |
| Победа    | 1980 | Открытый чемпионат США (4)   | Хард     | Венди Тёрнбулл | Бетти Стове Фрю Макмиллан         | 7-5 6-2        |

## Финалы итоговых турниров

### Парный разряд (0-1)
| Результат | Год  | Турнир                        | Покрытие  | Партнёр   | Соперники в финале | Счёт в финале |
| --------- | ---- | ----------------------------- | --------- | --------- | ------------------ | ------------- |
| Поражение | 1973 | Итоговый турнир WCT, Монреаль | Ковёр (i) | Том Оккер | Боб Лутц Стэн Смит | 2-6 6-7 0-6   |

## Финалы Кубка Дэвиса (1-1)
| Результат | Год  | Место проведения    | Покрытие  | Команда                                            | Соперники в финале                                        | Счёт |
| --------- | ---- | ------------------- | --------- | -------------------------------------------------- | --------------------------------------------------------- | ---- |
| Победа    | 1963 | Аделаида, Австралия | Трава     | США Ч. Маккинли, Д. Ралстон, М. Риссен, Ф. Фрёлинг | Австралия Дж. Ньюкомб, Ф. Столл, Н. Фрейзер, Р. Эмерсон   | 3:2  |
| Поражение | 1973 | Кливленд, США       | Ковёр (i) | США Э. ван Диллен, Т. Горман, М. Риссен, С. Смит   | Австралия М. Андерсон, Р. Лейвер, Дж. Ньюкомб, К. Розуолл | 0:5  |